# کوئیپازین
کوئیپازین یک داروی سروتونرژیک از گروه پیپرازین می‌باشد که در پزوهش های علمی مورد استفاده قرار می گیرد. این دارو در ابتدا به عنوان یک داروی ضد افسردگی در نظر گرفته شده بود اما هرگز برای استفاده پزشکی تولید نشد.